# ویلیام تنن
ویلیام تَنِن (انگلیسی: William Tannen؛ ‏ ۱۷ نوامبر ۱۹۱۱ – ۲ دسامبر ۱۹۷۶) بازیگر اهل ایالات متحده آمریکا بود.

## گزیدهٔ فیلم‌شناسی

### سینما
- دختر شهر کوچک
- سرعت
- خشم
- مدرسه هنرپیشگی
- سریع و خشمگین
- یه مرد لاغر دیگه
- فلوریان
- ماه نو
- وایومینگ
- گریز
- دکتر جکیل و آقای هاید
- زن دوچهره
- زن سال
- دفاع غیرنظامی
- چهارراه هفتم
- روح کانترویل
- ابوت و کاستلو در هالیوود
- سینتیا
- کَس تیمبرلین
- بازگشت به خانه
- سه تفنگدار
- تمام مردان شاه
- آنی تفنگت را می‌گیرد
- سه راز
- سانتا فه
- نیومکزیکو
- قایق نمایشی
- نوار
- بد و زیبا
- گاو نشسته
- تاپ گان
- ترغیب دوستانه
- یک مشت باران
- راک در زندان
- نشانی از شر
- چگونه همسر خود را به قتل برسانیم
- بتمن
- از کلانتر محلی خود حمایت کنید!

### تلویزیون
- چاپارل (۱۹۶۷)